# Ван Зант, Донни
Дональд Ньютон «Донни» Ван Зант (англ. Donald Newton Van Zant; 11 июня 1952, Джэксонвилл, Флорида) — американский вокалист/гитарист, прежде всего известный как вокалист группы 38 Special, основанной им в 1974 году и исполняющей южный рок.

## Биография
Донни — средний из трёх братьев Ван Зантов; его старший брат Ронни являлся оригинальным вокалистом Lynyrd Skynyrd вплоть до своей гибели в 1977 году во время авиакатастрофы, унёсшей также жизни двух других участников группы, их тур-менеджера и двух пилотов, а младший брат Джонни является вокалистом Lynyrd Skynyrd с момента воссоединения в 1987 году и до сегодняшнего дня. Донни и Джонни время от времени записываются и выступают вместе в составе группы Van Zant, исполняющей кантри.
Ван Зант является заядлым фанатом футбольного клуба «Джэксонвилл Джагуарс». Вместе с оставшимися участниками Lynyrd Skynyrd, он записал видео, которое проигрывается на табло стадиона TIAA Bank Field на каждом домашнем матче команды.

## Дискография
38 Special
- 38 Special (1977)
- Special Delivery (1978)
- Rockin' into the Night (1980)
- Wild-Eyed Southern Boys (1981)
- Special Forces (1982)
- Tour de Force (1984)
- Strength in Numbers (1986)
- Rock & Roll Strategy (1988)
- Bone Against Steel (1991)
- Resolution (1997)
- A Wild-Eyed Christmas Night (2001)
- Drivetrain (2004)

Van Zant
- Brother to Brother (1998)
- Van Zant II (2001)
- Get Right with the Man (2005)
- My Kind of Country (2007)